# Hoog-Keppel
Pour les articles homonymes, voir Keppel.
Hoog-Keppel est un village appartenant à la commune néerlandaise de Bronckhorst.